# Die Gedanken sind frei
Die Gedanken sind frei (em alemão:  Os pensamentos são livres) é uma canção alemã sobre a liberdade de pensamento. O texto e a melodia podem ser encontrados em Lieder der Brienzer Mädchen, impresso em Berna, na Suíça, entre 1810 e 1820. Não se sabe quem é o compositor e o letrista original da canção, mas a versão mais popular, Aus Neukirch bei Schönau, foi composta por Hoffmann von Fallersleben em Schlesische Volkslieder mit Melodien, sua coleção de 1842.

## O texto
A ideia representada no título da canção — de que os pensamentos são livres — foi expressa pela primeira vez na Antiguidade clássica e se tornou novamente proeminente durante a Idade Média, quando Walther von der Vogelweide (1170—1230) escreveu: joch sint iedoch gedanke frî ("ainda assim, os pensamentos são livres"). No século XII, o minnesänger austríaco Dietmar von Aist presumivelmente compôs a canção Gedanke die sint ledic vrî ("Apenas os pensamentos são livres"). Por volta de 1229, Freidank escreveu: diu bant mac nieman vinden, diu mîne gedanke binden ("esta banda ninguém pode enroscar, nem meus pensamentos confinar").
O texto, publicado pela primeira vez em folhetos por volta de 1780, originalmente possuía quatro estrofes, sendo que uma quinta foi adicionada mais tarde. Hoje, a ordem delas pode variar. Uma versão inicial na forma de um diálogo entre um prisioneiro e sua amada pode ser encontrado sob o título de Lied des Verfolgten im Thurm ("Canção do perseguido na torre") em Des Knaben Wunderhorn, coletânea de poemas de Ludwig Achim von Arnim e Clemens Brentano lançada por volta de 1805. Esta versão recebeu um novo arranjo musical de Gustav Mahler em 1898 em Lieder aus "Des Knaben Wunderhorn".

## A letra
O esquema de rimas da letra da canção é A-B/A-B/C-C/D-D.
| Die Gedanken sind frei, wer kann sie erraten, sie fliegen vorbei wie nächtliche Schatten. Kein Mensch kann sie wissen, kein Jäger erschießen mit Pulver und Blei: Die Gedanken sind frei! Ich denke was ich will und was mich beglücket, doch alles in der Still', und wie es sich schicket. Mein Wunsch und Begehren kann niemand mir wehren, es bleibet dabei: Die Gedanken sind frei! Und sperrt man mich ein im finsteren Kerker, das alles sind rein vergebliche Werke. Denn meine Gedanken zerreißen die Schranken und Mauern entzwei: Die Gedanken sind frei! Drum will ich auf immer den Sorgen absagen und will mich auch nimmer mit Grillen mehr plagen. Man kann ja im Herzen stets lachen und scherzen und denken dabei: Die Gedanken sind frei! Ich liebe den Wein, mein Mädchen vor allen, sie tut mir allein am besten gefallen. Ich sitz nicht alleine bei einem Glas Weine, mein Mädchen dabei: Die Gedanken sind frei! |  | Os pensamentos são livres, quem pode adivinhá-los? Eles voam como sombras noturnas. Ninguém pode conhecê-los, ninguém pode atirar neles com pólvora e chumbo: Os pensamentos são livres! Eu penso o que eu quero e o que me delicia, ainda sempre reticente e da maneira adequada. Meu anseio e desejo, ninguém pode me negar e assim sempre será: Os pensamentos são livres! E se eu for jogado na masmorra mais escura, isso seria um trabalho inútil, porque os meus pensamentos quebram todas as portas e paredes: Os pensamentos são livres! Então eu vou renunciar de minhas tristezas para sempre, e nunca mais me torturarei com caprichos. No coração de alguém, sempre se pode rir e brincar e pensar ao mesmo tempo: Os pensamentos são livres! Eu amo o vinho e minha garota ainda mais, É apenas dela que eu gosto mais. Não estou sozinho com o meu copo de vinho, minha garota está comigo: Os pensamentos são livres! |

## Adaptações
Desde o decreto Carlsbad e a Era Metternich, Die Gedanken sind frei é uma popular canção de protesto contra a repressão política e a censura, especialmente entre as fraternidades estudantis banidas de Burschenschaften. Após as Revoluções de 1848, a canção foi proscrita.
A canção foi importante para certos movimentos de resistência anti-nazista na Alemanha. Em 1942, Sophie Scholl, membro do movimento Rosa Branca, tocou a música em sua flauta fora dos muros da prisão de Ulm, onde seu pai Robert se encontrava detido por ter chamado o ditador nazista Adolf Hitler de "praga de Deus". Mais cedo, em 1935, os guardas do campo de concentração de Lichtenburg haviam ordenado aos prisioneiros que encenassem um espetáculo em homenagem ao aniversário de 46 anos de Hitler; o advogado judeu Hans Litten recitou Die Gedanken sind frei em resposta.
O militante socialista estadunidense Pete Seeger gravou a canção em 1966, em seu álbum Dangerous Songs!?. No telefilme The Birdmen (EUA, 1971), a canção era cantada pelos prisioneiros de guerra aliados, detidos na prisão alemã Oflag IV-C (no Castelo de Colditz). O compositor norueguês Alf Cranner traduziu e gravou a canção como Din tanke er fri em 1985. Partes do poema foram traduzidas para o inglês e gravadas sob o título de "Die Gedanken Sind Frei (Thoughts Are Free)" pela banda nova-iorquina Brazilian Girls em seu álbum de estreia homônimo, lançado em 2005.

## Weblinks
- Je suis Charlie, multilingual